# Ex Villa Durini
L'ex Villa Durini è un edificio costruito nel 1851 dal conte Ercole III Durini. Il palazzo è conosciuto dai monzesi anche con l'appellativo di Palazzo Frette o "La Rinascente" che dagli anni '70 vi ha posto il suo emporio cittadino.

## Storia

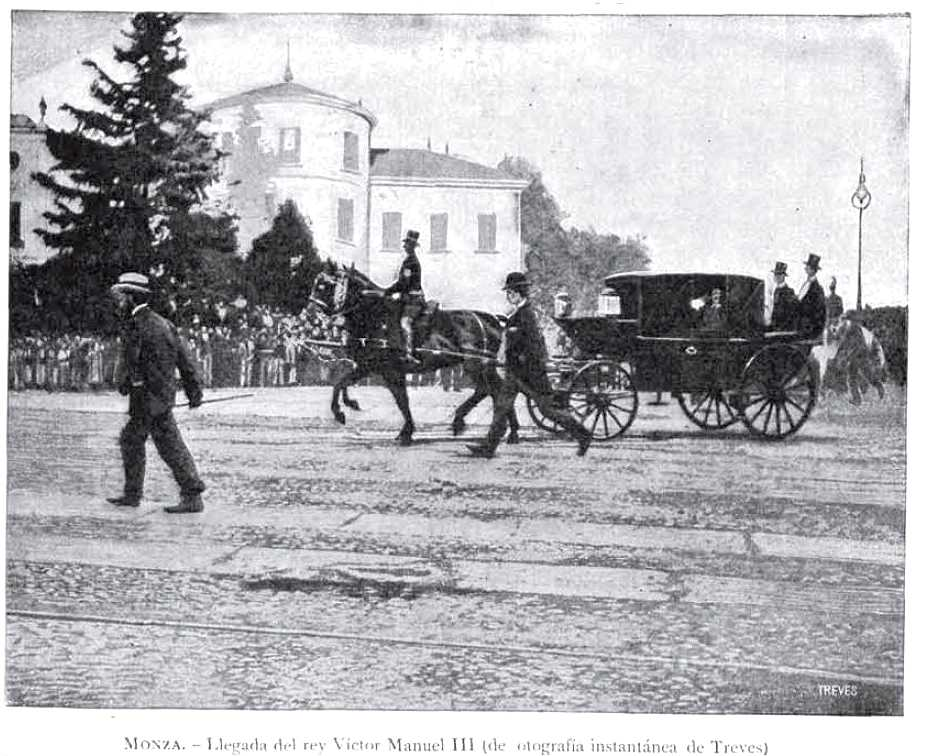
L'arrivo del re Vittorio Emanuele III di Savoia a Monza, proveniente dalla stazione, per i funerali di suo padre re Umberto I. La carrozza si trova nell'attuale largo Giuseppe Mazzini e sullo sfondo si vede il Palazzo Frette.

L'edificio fu edificato nel 1851 per volontà del conte Ercole III Durini, esponente di una delle più antiche famiglie patrizie lombarde, che incaricò della progettazione l'architetto milanese Carlo Amati, noto per il completamento della facciata del Duomo di Milano. Il palazzo venne realizzato sull'area precedentemente occupata dal castello visconteo, struttura di epoca medievale, già in stato di degrado nel XVIII secolo e definitivamente demolita nel 1809, durante l'amministrazione napoleonica.
Il progetto originario prevedeva un edificio su due livelli, articolato attorno a una sala centrale di forma circolare. Una soluzione analoga si riscontra nella contemporanea Villa Pallavicini-Barbò, situata anch'essa a Monza.
Nel 1860 l'immobile fu acquisito dalla ditta tessile Frette, fondata nello stesso anno, che lo destinò a sede aziendale. In seguito a questa nuova funzione, furono avviati interventi di ampliamento, culminati nel 1911 con l'incarico all’architetto Giuseppe Pirola di un'estensione del corpo di fabbrica. In quell'occasione fu aggiunta una seconda torre angolare, realizzata in simmetria con quella preesistente.
Nel corso del XX secolo, cessata la proprietà da parte della Frette, l'edificio ha mantenuto una funzione commerciale. È attualmente sede di un grande magazzino della catena La Rinascente, pur conservando, sulla sommità del portale d'ingresso, l'aquila in rilievo simbolo dell'ex società tessile.

## Architettura

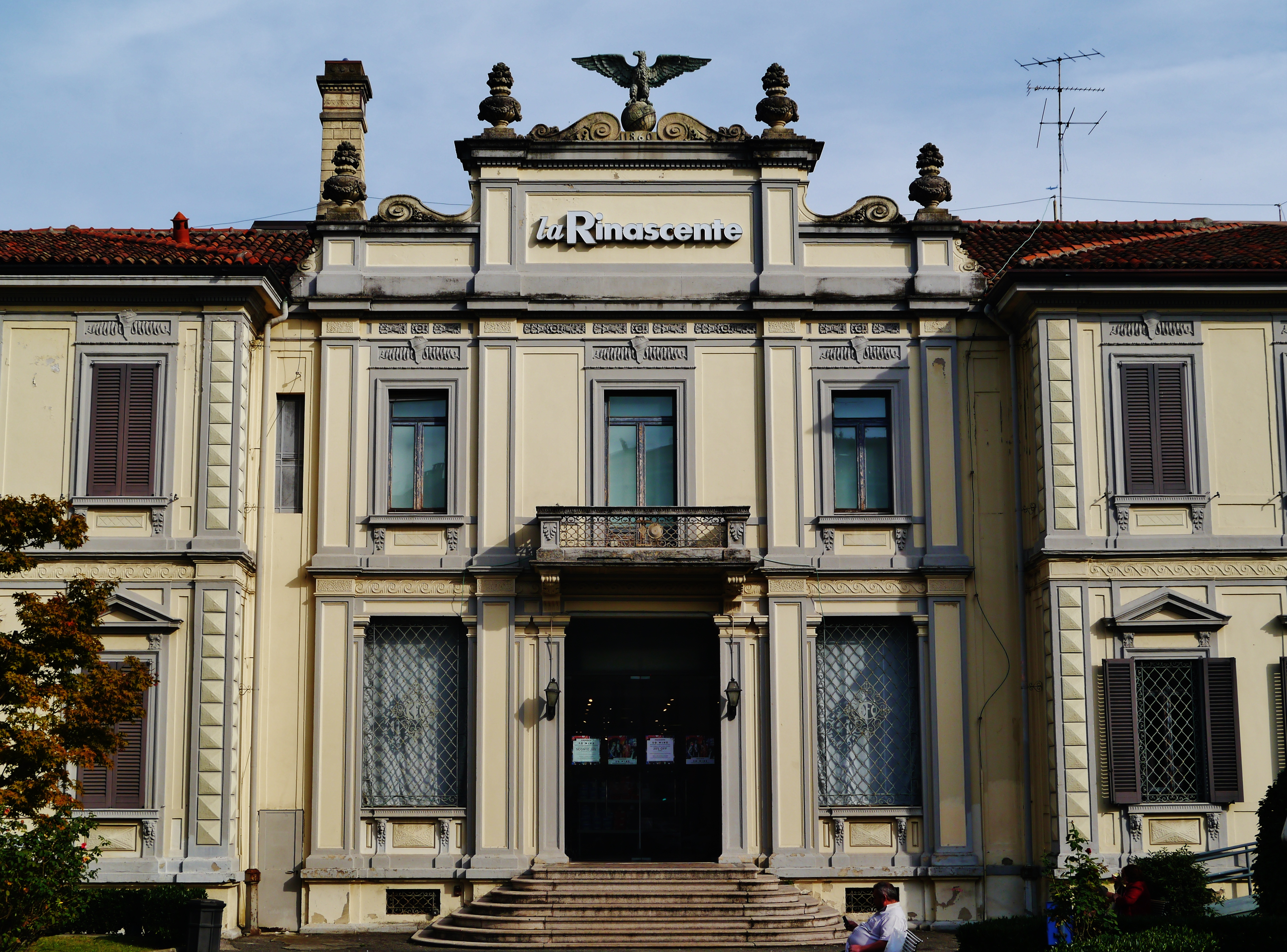
La facciata del Palazzo della Rinascente con l'aquila della Frette sulla sommità

Il palazzo si inserisce nel contesto dell'eclettismo lombardo di metà XIX secolo, con chiari riferimenti al linguaggio del neoclassicismo milanese. La facciata principale, ordinata e simmetrica, è suddivisa su due livelli e scandita da lesene, cornici marcapiano e aperture rettangolari disposte con regolarità. L'architetto Carlo Amati progettò un impianto a pianta rettangolare con una sala centrale di forma circolare, elemento che costituiva il fulcro distributivo dell'edificio e che rappresenta una delle peculiarità tipologiche del progetto originario.
Le due torri angolari, una prevista nel progetto iniziale, l'altra aggiunta nel 1911 dall'architetto Giuseppe Pirola, sono collocate alle estremità della facciata e conferiscono slancio verticale alla composizione. Il coronamento centrale è sormontato da un frontone triangolare che ospita l'aquila in rilievo, simbolo della manifattura tessile Frette, a cui il palazzo appartenne dal 1860 al XX secolo.
L'uso di materiali è conforme alla tradizione edilizia lombarda: murature intonacate, elementi lapidei in ceppo e decorazioni contenute. L'interno ha subito varie trasformazioni legate al cambio di destinazione d'uso, ma conserva in parte l'impianto originario e alcune finiture decorative di epoca ottocentesca, tra cui stucchi e cornici nei vani di rappresentanza del piano nobile.
L'organizzazione originaria degli spazi prevedeva ambienti affacciati sulla piazza destinati a funzioni rappresentative e locali di servizio collocati nella parte posteriore. La sala circolare, elemento ricorrente anche in altre architetture coeve dell’area monzese, si configurava come nodo distributivo e simbolico all’interno dell’edificio.